# 재,계발
《재,계발》(再啓發)은 대한민국의 힙합 듀오 리쌍이 발매한 정규 2집 음반이다.

## 트랙 리스트
(* 전체 작사: 개리, 작곡: 길)
1. Street 노가리 II (Beatbox by 은준)
2. Fly High (Feat. 정인, 하림)
3. Spain (Feat. 성훈)
4. Slow Down
5. 리쌍 부르쓰 (Interlude)
6. 리쌍 부르쓰
7. Gun-Life
8. 꼬리아 (Feat. 이윤정)
9. Alcohol Man
10. 83.1
11. Still
12. 아름다운 추억
13. 인생은 아름다워 (Big Mama King Ver.)
14. X2 (Double K Solo)